# 초기하 분포
초기하분포(超幾何分布, hypergeometric distribution)란 비복원추출에서 N개 중에 n번 추출했을 때 원하는 것 k개가 뽑힐 확률의 분포이다.
|           | 복원추출    | 비복원추출   |
| --------- | ----------- | ------------ |
| 횟수/결과 | 이항 분포   | 초기하분포   |
| 결과/횟수 | 음이항 분포 | 음초기하분포 |

## 같이 보기
- 다항 분포
- 표본조사
- 쿠폰 수집 문제
- 기하 분포